# Pablo Carreño Busta
Pablo Carreño Busta (Gijón, 12 luglio 1991) è un tennista spagnolo.
Nel settembre 2017 ha raggiunto la 10ª posizione del ranking ATP in singolare, specialità in cui ha vinto sette titoli nel circuito maggiore, tra cui il Masters 1000 canadese del 2022. Vanta inoltre la medaglia di bronzo alle Olimpiadi di Tokyo 2020, dove ha sconfitto nella finale per il terzo posto l'allora nº 1 del mondo Novak Đoković. Nei tornei del Grande Slam ha raggiunto le semifinali agli US Open nel 2017 e nel 2020. In doppio ha vinto quattro tornei ATP, tra i quali il Cincinnati Open 2020, è arrivato in finale agli US Open 2016 ed è stato nº 16 del ranking nel luglio 2017. Ha fatto parte della squadra spagnola di Coppa Davis che si è aggiudicata l'edizione 2019 del torneo. Nel 2020 e nel 2022 raggiunge con la Spagna la finale di ATP Cup.

## Biografia
Inizia a giocare a tennis a 6 anni e cresce giocando quasi esclusivamente su campi in cemento, un fatto che contribuirà ai grandi successi da professionista su questa superficie. A 15 anni decide di dedicarsi al tennis con maggiore impegno, si trasferisce a Barcellona e comincia ad allenarsi al Real Club de Tenis Barcelona, dove prende maggiore confidenza con i campi in terra battuta, altra superficie su cui diventerà uno specialista. Alla fine del 2015 entra a far parte dell'Accademia Equelite di Juan Carlos Ferrero, che diventa il suo mentore e lo affida alle cure dei tecnici Samuel López e José Antonio Sánchez de Luna. In seguito arriva all'accademia anche il giovanissimo talento Carlos Alcaraz, del quale Carreño diventa a sua volta mentore allenandosi assieme e consigliandolo, contribuendo alla sua crescita. Nonostante il suo più grande successo sia stato il titolo conquistato al Masters 1000 canadese, Carreño  è particolarmente legato al bronzo olimpico di Tokyo, con i grande successi sui numeri 1 e 2 del mondo Novak Đoković e Daniil Medvedev.

## Carriera

### Juniores
Nel circuito ITF juniores non riesce a mettersi in luce nei tornei più prestigiosi e vince tre titoli in doppio e quattro in singolare, tra cui due di Grade 1. Raggiunge la sesta posizione mondiale nel febbraio 2009 e in agosto disputa il suo ultimo torneo di categoria.

### 2008-2010, primi titoli ITF
Fa il suo esordio nel circuito ITF dei professionisti nell'agosto 2008 con una sconfitta in singolare al primo turno del torneo Spain F31. Al suo terzo torneo, lo Spain F6 del febbraio 2009, vince il primo incontro e arriva in semifinale. Inizia a giocare con maggiore frequenza e in giugno alza il suo primo trofeo da professionista vincendo la finale in singolare dello Spain F22. Nel febbraio 2010, alla sua prima esperienza nel circuito Challenger, non supera le qualificazioni a Tangeri, ma ci riesce nel successivo torneo di Meknes e si spinge fino ai quarti. Nel periodo che segue alterna i suoi impegni nei tornei ITF, vincendone uno in marzo, a quelli nei Challenger. In marzo partecipa a Barcellona per la prima volta alle qualificazioni di un torneo ATP e viene eliminato al primo incontro. In luglio conquista il suo primo titolo ITF di doppio allo Spain F27 e in settembre ne vince un altro.

### 2011-2012, primi titoli Challenger, 133º nel ranking, operazione alla schiena e crollo in classifica
All'inizio del 2011 disputa quattro finali ITF in singolare e ne vince due, entrando per la prima volta nella top 300 del ranking ATP. In marzo raggiunge i quarti nel Challenger di Rabat e il mese dopo, grazie a una wild card, debutta nel tabellone principale di un torneo ATP a Barcellona, dove viene sconfitto da Benoît Paire dopo aver vinto il primo set. In maggio disputa la sua prima semifinale Challenger al torneo di Cremona, subito dopo vince il primo titolo Challenger ad Alessandria battendo in finale per 3–6, 6–3, 7–5 Roberto Bautista Agut, e a fine torneo fa il suo ingresso nella top 200. In settembre vince a Como la sua seconda finale Challenger superando in due set Andreas Beck. In novembre sale al 133º posto del ranking. La fine del 2011 e l'inizio del 2012 sono caratterizzati da una serie di otto sconfitte consecutive nei Challenger, interrotte a marzo quando arriva nei quarti a Marrakech. Si deve quindi fermare per un'ernia del disco, in giugno viene operato e quando rientra in ottobre, dopo 7 mesi fuori dal circuito, si trova al 755º posto del ranking e deve ricominciare dai tornei ITF.

### 2013, 11 titoli nei circuiti minori, prima semifinale ATP e 64º nel ranking
I primi risultati di rilievo arrivano a inizio 2013 con otto finali ITF consecutive, perde la prima e si aggiudica le altre sette vincendo 35 incontri consecutivi.. Abbandona i tornei ITF e prolunga la striscia positiva superando le qualificazioni all'ATP 250 di Casablanca, al primo turno del tabellone principale vince il suo primo incontro nel circuito maggiore eliminando in tre set il detentore del titolo e nº 57 ATP Pablo Andújar, primo top 100 da lui sconfitto. Esce al secondo turno per mano di Kevin Anderson e a fine torneo è il 255º del ranking. Raggiunge il secondo turno anche all'ATP 500 di Barcellona e in maggio si spinge fino alla sua prima semifinale ATP all'Estoril, dove cede in tre set a Stan Wawrinka dopo aver eliminato tra gli altri il nº 33 ATP Julien Benneteau e il nº 25 Fabio Fognini.
Superando le qualificazioni anche al Roland Garros, si guadagna la possibilità di debuttare in un torneo del Grande Slam e il sorteggio lo pone di fronte sul campo centrale a Roger Federer, che lo supera agevolmente. Continua a risalire la classifica giocando nei Challenger, in giugno vince il titolo a Tangeri e a fine luglio dà il via a una nuova striscia di 17 vittorie consecutive aggiudicandosi i Challenger di Segovia, dopo il quale entra nella top 100, Cordenons e Como. Chiude la stagione disputando tornei ATP senza ottenere risultati di rilievo ma con il nuovo best ranking in 64ª posizione. In quel periodo, i colleghi dell'ATP gli assegnano il premio per il giocatore che si è maggiormente migliorato nel 2013.

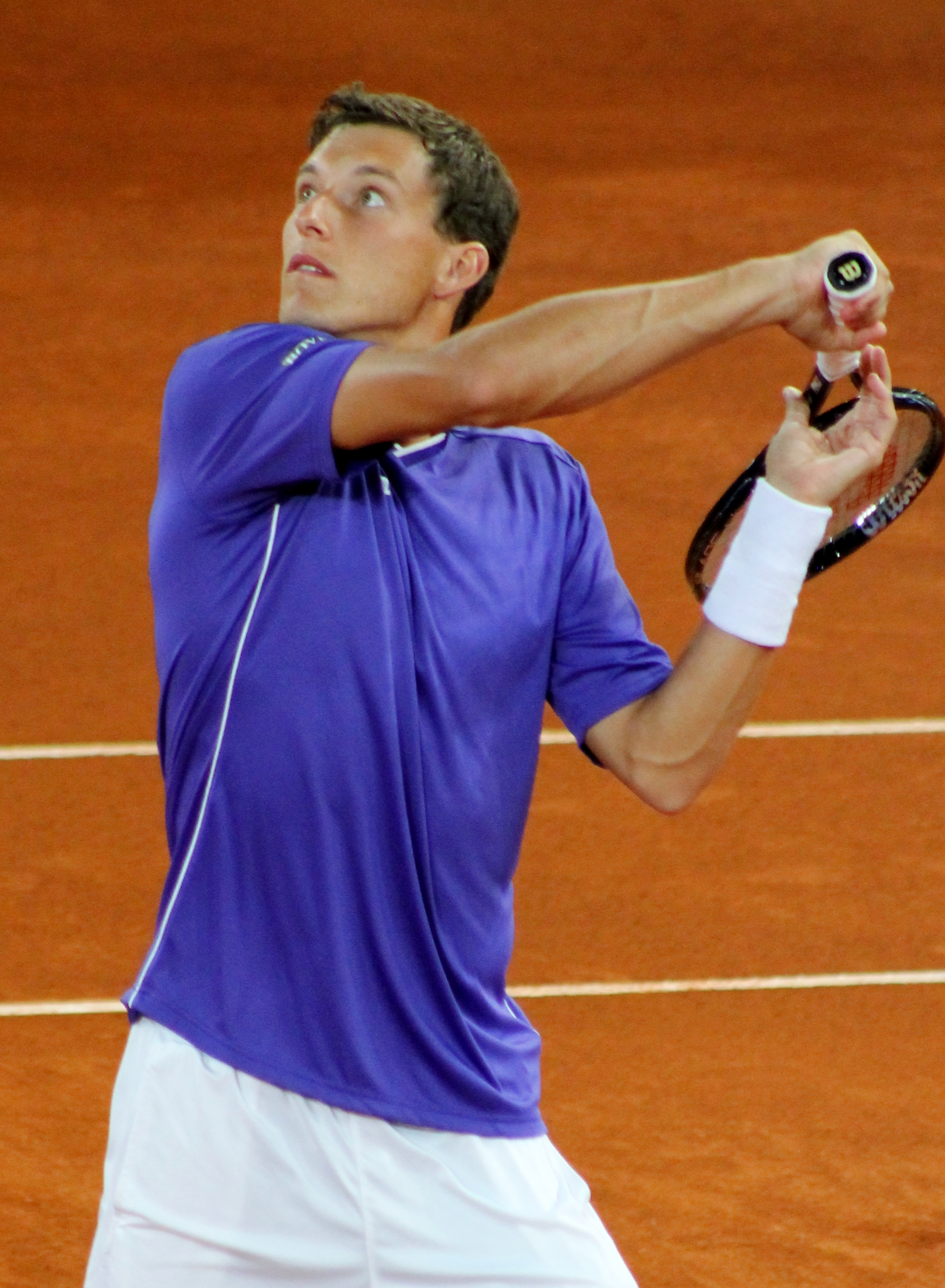
Carreño Busta al Masters di Madrid 2014

### 2014, top 50
Nei primi 8 tornei disputati nel 2014, tutti del circuito maggiore, viene eliminato 7 volte al primo turno; tra queste vi è anche la sconfitta al suo esordio all'Australian Open, dove perde al quinto set contro Benneteau. Nel torneo di doppio dello Slam di Melbourne raggiunge invece il terzo turno. In aprile disputa i quarti a Casablanca e gli ottavi a Monte Carlo, dove subisce una dura sconfitta da Novak Đoković dopo aver eliminato i quotati Ivan Dodig e Gaël Monfils. Vince un solo incontro nei successivi sei tornei, al Roland Garros esce di nuovo al primo turno perdendo 6–0 al quinto set dopo essere stato avanti di due parziali contro Michail Južnyj. Al Challenger di Caltanissetta vince il titolo in singolare e perde la finale in doppio. Si impone in singolare anche al successivo Challenger di Mohammedia. In giugno debutta a Wimbledon e al primo turno strappa un set al nº 7 del mondo David Ferrer. Il mese dopo raggiunge i quarti negli ATP 250 di Båstad e di Umago. Guadagna punti preziosi a fine stagione con il terzo turno agli US Open, vincendo i suoi primi incontri in una prova dello Slam, il titolo vinto al Challenger di Siviglia e i quarti disputati all'ATP 500 di Valencia, dopo aver superato il nº 15 ATP Feliciano López. A Valencia raggiunge la semifinale in doppio. In ottobre ritocca il best ranking in singolare portandosi in 50ª posizione.

### 2015, due semifinali ATP e due titoli Challenger
Nei primi 11 tornei stagionali vince solo tre incontri in singolare al primo turno di Chennai, Auckland e Rio de Janeiro; all'Australian Open viene sconfitto al primo turno da Gilles Müller. Vanno meglio le cose in doppio, con la semifinale a Chennai, il secondo turno all'Australian Open e i quarti di finale al Masters 1000 di Indian Wells, in coppia con Nadal. Supera per la prima volta il secondo turno in singolare a fine aprile all'Estoril e nei quarti si prende la rivincita su Muller prima della sconfitta in semifinale contro Nick Kyrgios. Vince il primo incontro in carriera nel main draw del Roland Garros e viene quindi eliminato da Jack Sock. Si impone al successivo Challenger di Perugia, conquistando il decimo titolo di categoria, mentre a Wimbledon viene eliminato al primo turno da Monfils. Risale la classifica con il titolo vinto al Challenger di Poznań e con i quarti di finale giocati negli ATP 250 di Gstaad e Winston-Salem. Perde al quinto set contro Bautista Agut al secondo turno degli US Open. Di rilievo a fine anno la finale nel Challenger di Siviglia e le qualificazioni superate al Masters 1000 di Parigi, dove viene eliminato al primo turno da Grigor Dimitrov.

### 2016, due titoli ATP in singolare e due in doppio, finale in doppio agli US Open e top 30 nei ranking

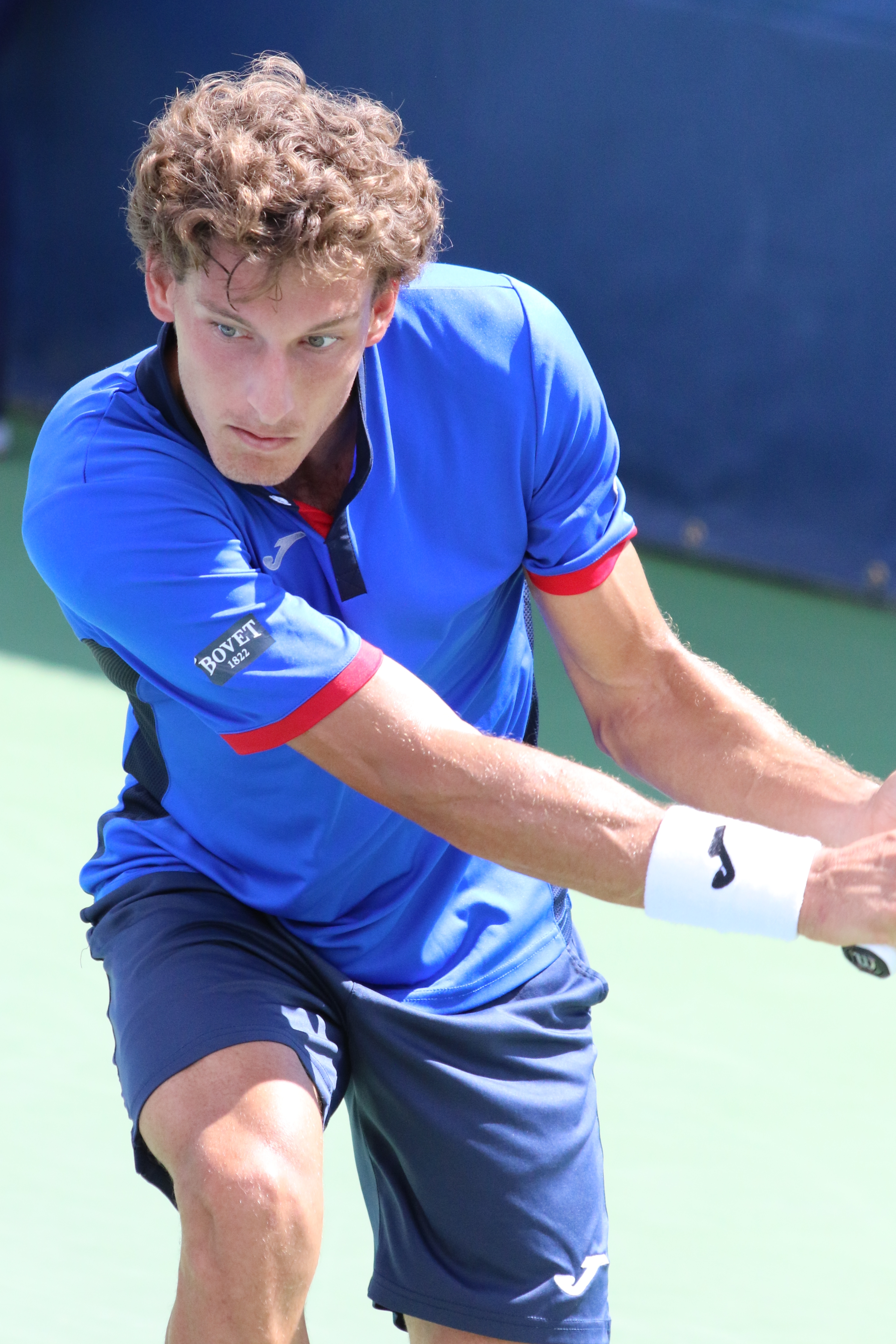
Carreño Busta agli US Open 2016

Sconfitto al primo turno a Doha e all'Australian Open, dove arriva al terzo turno in doppio, vince il primo incontro stagionale in singolare a Quito ed esce nei quarti di finale. A Quito alza il suo primo trofeo del circuito maggiore vincendo la finale di doppio in coppia con Guillermo Durán. Raggiunge la finale in doppio anche a Rio de Janeiro, persa in coppia con David Marrero. Al successivo 250 di São Paulo raggiunge la prima finale ATP in carriera in singolare e viene sconfitto in due set da Pablo Cuevas, nel torneo di doppio gioca la terza finale consecutiva e viene di nuovo sconfitto assieme a Marrero. Sconfitto nei quarti a Marrakech, gioca la sua seconda finale ATP in singolare all'Estoril e cede in tre set a Nicolás Almagro. Viene eliminato al secondo turno al Roland Garros e al primo turno a Wimbledon. Il 17 luglio debutta nella squadra spagnola di Coppa Davis nella sfida contro la Romania, viene schierato nell'ultima giornata a risultato già acquisito dagli spagnoli e fissa il punteggio finale di 4–1 battendo Adrian Ungur.
Dopo i quarti giocati a Umago e la semifinale a Los Cabos, il 27 agosto conquista il suo primo titolo ATP in singolare superando per 6–7, 7–6, 6–4 Roberto Bautista Agut nella finale di Winston–Salem. Gioca il torneo di doppio agli US Open con Guillermo García López e si spingono fino alla finale, dove raccolgono solo cinque giochi contro le teste di serie nº 4 Jamie Murray / Bruno Soares. In singolare non va oltre il terzo turno, sconfitto da Dominic Thiem in 4 set. Nella trasferta autunnale in Cina disputa due finali ATP in doppio, perde la prima a Chengdu in coppia con Mariusz Fyrstenberg e si aggiudica la seconda insieme a Nadal al 500 di Pechino. Il 24 ottobre vince un altro torneo ATP a Mosca, battendo in finale Fabio Fognini 4–6, 6–3, 6–2. Chiude la stagione con i nuovi best ranking, al 30º posto in singolare e al 25º in doppio.

### 2017, un titolo ATP in singolare e uno in doppio, semifinale agli US Open, top 10 e debutto alle ATP Finals
Inizia la stagione giocando i quarti a Sydney, vince quindi i suoi primi incontri in carriera in singolare all'Australian Open e viene battuto al quinto set da Denis Istomin al terzo turno. Nel torneo di doppio si spinge fino alla semifinale con Guillermo García López e vengono sconfitti dai favoriti Bob e Mike Bryan. A inizio febbraio viene schierato in singolare dalla prima giornata per il primo turno di Davis contro la Croazia, perde il primo incontro da Franko Škugor ma regala il passaggio ai quarti alla Spagna battendo nell'incontro decisivo Nikola Mektić. Nella trasferta sudamericana raggiunge le semifinali a Buenos Aires e São Paulo e perde la finale del 500 di Rio de Janeiro contro il nº 8 del mondo Dominic Thiem. Anche in doppio perde in semifinale a Buenos Aires, in coppia con Pablo Cuevas, con il quale si aggiudica il torneo di Rio. Conferma l'ottimo momento di forma disputando la sua prima semifinale in un Masters 1000 a Indian Wells, si impone nei quarti dopo aver annullato 2 match-point a Cuevas e perde seccamente contro il nº 3 del mondo Stan Wawrinka. Nei quarti di Coppa Davis persi 4–1 dalla Serbia, viene sconfitto sia in singolare alla prima giornata che in doppio. Al terzo turno di Monte Carlo strappa un set al nº 2 del mondo Đoković e vince il titolo all'Estoril battendo in finale Gilles Müller. Raggiunge per la prima volta i quarti al Roland Garros dopo aver eliminato il nº 13 ATP Grigor Dimitrov e il nº 6 Milos Raonic, nella sua prima vittoria su un top 10. Si ritira nel corso dell'incontro con Nadal per un infortunio agli addominali che lo costringe a un periodo di convalescenza, durante la quale sale al 16º posto della classifica di doppio, suo nuovo miglior ranking.
Rientra dopo 6 settimane ma subito si ritira al primo turno di Båstad e deve osservare un altro mese di riposo. Torna a giocare per la trasferta nordamericana e nei primi tre tornei non ottiene particolari risultati. Agli Us Open si presenta come testa di serie n° 12, e nei primi quattro turni supera senza perdere set i qualificati Evan King, Cameron Norrie, Nicolas Mahut e Denis Shapovalov stabilendo un record: mai nessuno aveva incontrato quattro qualificati in una prova dello Slam. Esordiente nei quarti a Flushing Meadows, supera l'altro esordiente Diego Schwartzman con il punteggio di 6–4, 6–4, 6–2, arrivando così alla sua prima semifinale in una prova del Grande Slam.. Nel penultimo atto del torneo vince il primo set ma si fa rimontare e cede al quarto a Kevin Anderson. Nel corso della stagione aveva più volte ritoccato il best ranking e dopo gli US Open sale al 10º posto. Negli ultimi tornei del 2017 non ottiene grandi risultati e manca la qualificazione alle ATP Finals 2017 di Londra, viene comunque convocato come riserva per l'infortunio di Wawrinka. Debutta nel prestigioso torneo in sostituzione di Nadal, ritiratosi durante il primo incontro di round robin, e perde entrambi gli incontri giocati contro Dominic Thiem e Grigor Dimitrov, che vincerà il torneo.

### 2018, semifinale a Miami in singolare e finale a Roma in doppio
Eliminato al primo turno nell'esordio stagionale di Doha, dove raggiunge la semifinale in doppio, si spinge per la prima volta fino agli ottavi all'Australian Open e perde in 4 set dal nº 6 ATP Marin Čilić. Si impone in doppio nella sfida del primo turno di Davis vinta 3–1 contro la Gran Bretagna. Non ripete i successi dell'anno prima in Sudamerica, vincendo un solo incontro a fronte di tre sconfitte in singolare. Al quarto turno del Masters 1000 di Indian Wells cede al tie-break del set decisivo a Kevin Anderson; al successivo Miami Masters si prende la rivincita nei quarti di finale su Anderson, nº 8 del mondo, dopo un'altra battaglia risoltasi al tie-break del terzo set; in semifinale perde in due set dal nº 5 ATP Alexander Zverev. Salva tre match-point e sconfigge Adrian Mannarino al terzo turno di Barcellona, nei quarti supera un altro top 10, il nº 5 del mondo Grigor Dimitrov, e viene eliminato in semifinale dalla rivelazione del torneo Stefanos Tsitsipas. Perde in semifinale anche all'Estoril. Agli Internazionali d'Italia disputa per la prima volta i quarti di finale e per la seconda volta in stagione viene battuto da Cilic, mentre nel torneo di doppio raggiunge la finale con João Sousa.
Al terzo turno del Roland Garros si arrende in 4 set all'altra rivelazione stagionale Marco Cecchinato. A Wimbledon si fa rimontare a sorpresa, dopo essere stato in vantaggio di 2 set a 1, dal nº 98 del ranking Radu Albot e per la quarta volta su quattro tentativi esce al primo turno. Si ferma ai quarti sulla terra battuta di Båstad e Amburgo e sul cemento di Cincinnati, dove viene di nuovo sconfitto da Cilic. Perde in semifinale a Winston-Salem. Un risentimento al polpaccio lo costringe a ritirarsi nel quinto set del match di secondo turno contro João Sousa agli US Open; non riesce così a difendere i punti guadagnati l'anno prima e a fine torneo esce dalla top 20. Nella semifinale di Davis subisce una pesante sconfitta nel primo incontro disputato contro Benoît Paire e la Francia si assicura il passaggio in finale vincendo il doppio alla seconda giornata. Problemi agli adduttori e alla schiena condizionano il suo finale di stagione, dopo la Davis partecipa solo ai Masters 1000 di Shanghai e Parigi-Bercy e in entrambi esce di scena al primo turno.

### 2019, un titolo ATP, problemi fisici, discesa e risalita nel ranking, Coppa Davis con la Spagna

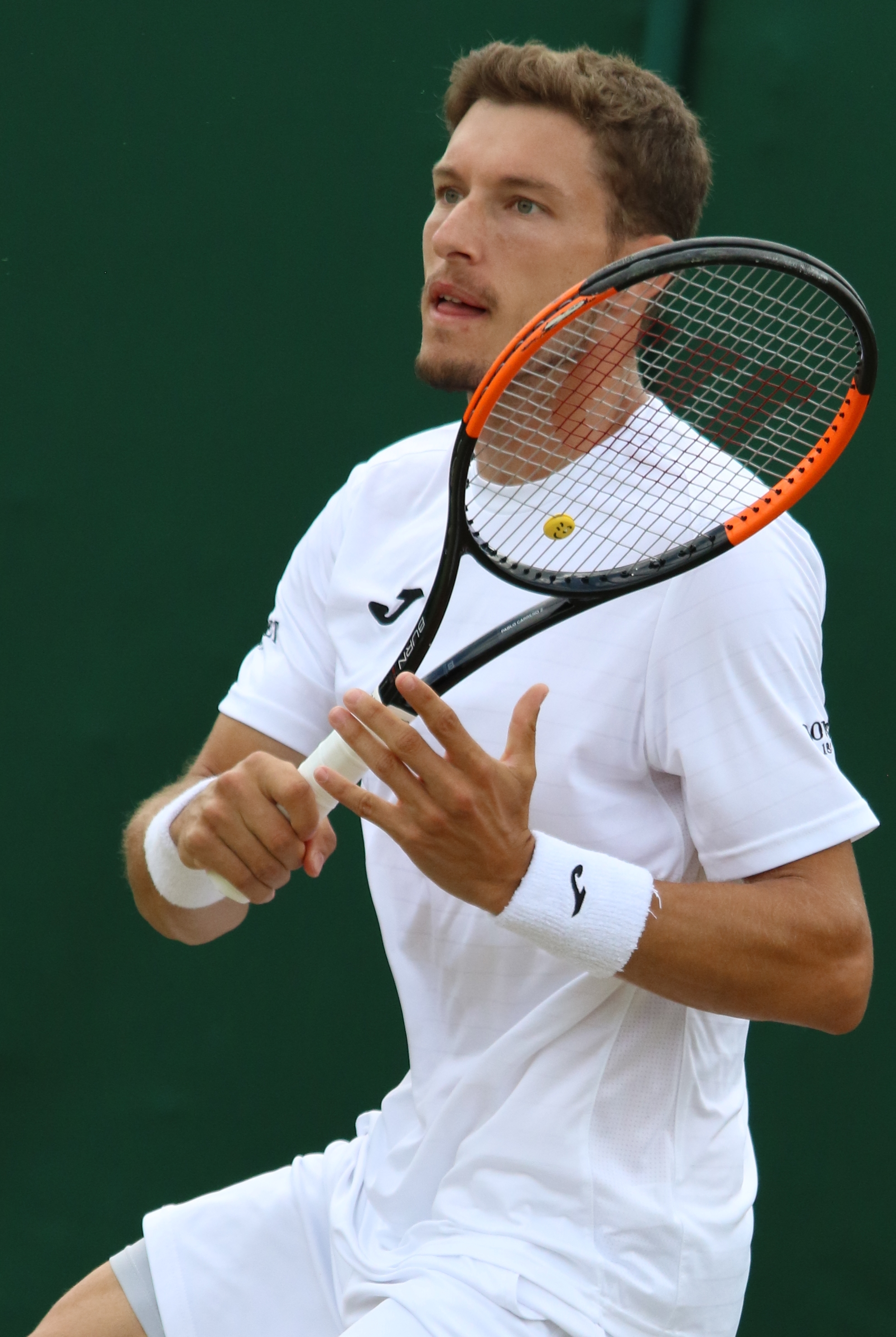
Carreño Busta a Wimbledon 2019

All'inizio del 2019 arriva nei quarti a Auckland e viene sconfitto al tiebreak decisivo da Jan-Lennard Struff. Al terzo turno dell'Australian Open elimina il nº 13 ATP Fabio Fognini per poi cedere negli ottavi al tiebreak del quinto set al nº 9 Kei Nishikori; esce agli ottavi anche nel torneo di doppio per mano dei fratelli Bryan. Un infortunio alla spalla patito durante il primo incontro disputato a Córdoba lo costringe al ritiro e a stare fuori dal circuito per dieci settimane. Rientra verso fine aprile a Barcellona e raggiunge le semifinali in doppio, mentre in singolare subisce al primo incontro disputato la prima di quattro sconfitte consecutive. La serie negativa si interrompe al Roland Garros con due nette vittorie su Sousa e De Minaur, ma l'infortunio alla coscia durante il terzo turno contro Paire gli costa altre tre settimane di stop. Al rientro ad Antalya disputa la sua prima semifinale di un torneo giocato sull'erba e viene eliminato da Lorenzo Sonego che si aggiudicherà il titolo.
Sconfitto al primo turno a Wimbledon e a Båstad, la semifinale raggiunta ad Amburgo, gli ottavi a Cincinnati e i quarti a Winston-Salem non arginano la sua discesa in classifica e in agosto si trova alla 69ª posizione, la più bassa dal novembre 2015. Inizia subito a risalire raggiungendo il terzo turno agli US Open, disputa quindi i quarti a Metz e vince il suo unico titolo della stagione a Chengdu, dove piega al tiebreak decisivo Aleksandr Bublik. Rientra nella top 30 grazie alla semifinale di Stoccolma e ai quarti di Vienna, dove si deve ritirare durante l'incontro con Thiem per dolori alla schiena. In novembre prende parte alla fase finale della Coppa Davis 2019 svoltasi con il nuovo formato a Madrid, viene schierato solo in singolare nei quarti contro l'Argentina e viene battuto da Guido Pella; la Spagna riesce comunque a passare il turno e nella finale contro il Canada si aggiudica il titolo per la sesta volta.

### 2020, titolo in doppio al Cincinnati Masters, seconda semifinale agli US Open, finale all'ATP Cup
Inizia il 2020 disputando la prima edizione dell'ATP Cup; viene schierato solo in doppio e vince tutti gli incontri fino alla semifinale contribuendo a portare la Spagna in finale, dove perde il doppio decisivo che consegna il titolo alla Serbia di Đoković. Sul cemento di Adelaide viene eliminato negli ottavi di finale da Lloyd Harris. Agli Australian Open sconfigge i qualificati Jozef Kovalík e Peter Gojowczyk e al terzo turno raccoglie solo 7 giochi contro Rafael Nadal. In febbraio raggiunge la semifinale a Rotterdam sconfiggendo tra gli altri il nº 12 ATP Roberto Bautista Agut ed esce di scena per mano di Félix Auger-Aliassime. Nel torneo di Dubai, l'ultimo disputato prima della lunga pausa per il COVID-19, perde al primo turno da Stefanos Tsitsipas. Rientra in agosto al Cincinnati Open e non va oltre il secondo turno in singolare, ma vince il torneo di doppio in coppia con Alex de Minaur, aggiudicandosi per la prima volta un titolo Masters 1000.
Subito dopo raggiunge per la seconda volta la semifinale agli US Open, negli ottavi approfitta della squalifica inflitta al nº 1 del mondo Novak Đoković durante il primo set e nei quarti ha la meglio in 5 partite sul nº 17 ATP Denis Shapovalov; viene eliminato da Alexander Zverev dopo un'altra battaglia risoltasi al quinto set. Con questo risultato rientra nella top 20 da cui era uscito 18 mesi prima. Al Roland Garros sconfigge per la seconda volta in stagione Bautista Agut e nei quarti esce per mano di Đoković, che si impone in 4 set rimontando il primo set vinto dallo spagnolo. Arriva nei quarti anche all'ultimo appuntamento del 2020, il Masters 1000 di Parigi-Bercy, e strappa il primo set a Nadal, che rimonta e lo sconfigge per la settima volta su altrettanti confronti disputati.

### 2021, due titoli ATP e bronzo olimpico in singolare
Fa il suo esordio stagionale all'ATP Cup e con due vittorie in singolare e una in doppio aiuta la Spagna a vincere il girone iniziale; in semifinale perde sia da Fognini, sempre battuto nei precedenti sette incontri, che in doppio e la Spagna viene eliminata. Al terzo turno degli Australian Open 2021 si ritira per infortunio durante l'incontro che Grigor Dimitrov stava conducendo per 6–0, 1–0. In aprile vince la prima edizione dell'ATP 250 Andalucia Open superando in finale Jaume Munar con il punteggio di 6–1, 2–6, 6–4. Raggiunge la semifinale al successivo ATP 500 di Barcellona e viene sconfitto da Rafael Nadal per 3–6, 2–6. In giugno si spinge fino al quarto turno al Roland Garros e cede in tre set al nº 5 del mondo Stefanos Tsitsipas. Prepara Wimbledon sull'erba di Maiorca e viene eliminato in semifinale da Daniil Medvedev in tre set. Nello Slam londinese esce di scena al primo turno per mano di Sam Querrey. In luglio vince il suo primo torneo ATP 500 in singolare in carriera ad Amburgo, battendo in finale Filip Krajinović per 6–2, 6–4, e a fine torneo risale all'11ª posizione mondiale.
Subito dopo fa il suo esordio olimpico ai Giochi di Tokyo e viene schierato sia in singolare che in doppio. In coppia con Davidovich Fokina esce di scena al primo turno nel torneo di doppio; in singolare elimina nell'ordine Tennys Sandgren, Marin Čilić, Dominik Koepfer e nei quarti sconfigge il n° 2 del mondo Daniil Medvedev per 6–2, 7–6; in semifinale cede in due set a Karen Chačanov. Nella finale per il terzo posto conquista la medaglia di bronzo sconfiggendo il n° 1 del mondo Novak Đoković per 6–4, 6–7, 6–3. Diventa così il quarto spagnolo a vincere una medaglia nel singolare maschile, il primo dopo l'oro vinto da Nadal a Pechino 2008. Viene eliminato nei quarti al Cincinnati Masters da Daniil Medvedev e a sorpresa a Winston-Salem da Il'ja Ivaška, che vincerà il torneo. Ancora più sorprendente è la sconfitta subita al primo turno degli US Open dal qualificato Maxime Cressy, che si impone per 9–7 nel tiebreak del quinto set. Inizia così a perdere diverse posizioni nel ranking nonostante la finale raggiunta al successivo ATP 250 di Metz, persa in due set contro Hubert Hurkacz; non ottiene altri risultati di rilievo e chiude il 2021 al 20º posto mondiale.

### 2022, primo titolo in singolare in un Masters 1000, finale all'ATP Cup
Inaugura la stagione all'ATP Cup, porta in finale la Spagna vincendo tutti gli incontri disputati ma perde quello contro Denis Shapovalov nella finale con il Canada, che si aggiudica il titolo con il successo di Félix Auger-Aliassime nell'altro singolare. Agli Australian Open raggiunge di nuovo il quarto turno e cede in tre set a Matteo Berrettini. Nei tornei successivi non consegue grandi risultati e torna protagonista in aprile a Barcellona, raggiunge la finale con i successi su Zapata Miralles, Sonego, sul nº 7 del mondo Casper Ruud nei quarti (salvando 3 match-ball), e su Diego Schwartzman in semifinale. Nell'incontro che assegna il titolo raccoglie solo 5 giochi contro Carlos Alcaraz. Arriva quindi un altro periodo negativo con le premature sconfitte ai Masters di Madrid e Roma, a Lione e al Roland Garros. Eliminato nei quarti di finale ad Halle da Nick Kyrgios, è costretto al ritiro durante il match di primo turno a Wimbledon. Al successivo ATP 250 sulla terra battuta di Båstad concede un solo gioco nei quarti di finale allo specialista Diego Schwartzman e viene eliminato in semifinale da Francisco Cerúndolo che vincerà il torneo. Esce di scena al secondo turno ad Amburgo, dove era campione uscente, sconfitto al tie-break del set decisivo da Alex Molčan.
Salta i primi tornei sul cemento americano e rientra a Montréal, dove consegue il successo più importante da inizio carriera aggiudicandosi il primo titolo in singolare in un Masters 1000. Per tutta la settimana si dimostra in condizioni di forma straordinarie sconfiggendo senza perdere alcun set Berrettini, Rune, Sinner e la sorpresa del torneo Draper. In semifinale supera in tre set Daniel Evans e nell'incontro che assegna il titolo ha la meglio in rimonta sul nº 10 del mondo Hubert Hurkacz con il punteggio di 3–6, 6–3, 6–3. Con questo trionfo guadagna 9 posizioni nel ranking e risale alla 14ª. Due giorni dopo viene sconfitto al primo turno del torneo di Cincinnati. Al terzo turno degli US Open sconfigge Alex de Minaur ed esce al turno successivo per mano di Karen Chačanov. Verso fine stagione raggiunge i quarti a Gijón, Napoli e a Basilea. Nei quarti di finale di Coppa Davis perde il singolare contro Marin Čilić che sancisce l'eliminazione della Spagna.

### 2023-2024, infortunio al gomito, convalescenza e rientro
Problemi muscolari e un dolore al gomito che si trascina dalla fine del 2022 lo condizionano a inizio stagione, nei primi due mesi gioca solo tre tornei, vince un solo incontro agli Australian Open e dopo l'eliminazione al primo turno a Rotterdam inizia un lungo periodo di convalescenza. Ad agosto esce dalla top 100 dopo oltre 10 anni di permanenza. Torna alle competizioni in ottobre al JC Ferrero Challenger Open ripartendo dalla 195ª posizione ed esce al primo turno per mano di Pedro Martínez. Disputa un solo altro torneo Challenger, uscendo al secondo turno, il dolore al gomito persiste e a novembre si sottopone a un intervento chirurgico che lo terrà fermo per svariati mesi, riprenderà gli allenamenti nel febbraio 2024.
A gennaio esce dalla top 1000; rientra nel circuito a fine maggio al Roland Garros ed esce al primo turno sia in doppio che in singolare, eliminato da Mariano Navone dopo aver vinto il primo set e raccogliendo nei tre successivi solo quattro giochi. Disputa a giugno altri tre tornei e vince un solo incontro in un Challenger. Torna al successo in doppio vincendo a sorpresa assieme a Marcel Granollers contro le teste di serie nº 1 Simone Bolelli / Andrea Vavassori al torneo olimpico di Parigi ed escono di scena al secondo turno; mentre non viene schierato in singolare. Il primo risultato significativo in singolare è la vittoria in rimonta sul top 50 Fábián Marozsán al Canadian Open e viene eliminato al secondo turno da Holger Rune. Al primo turno del Cincinnati Open supera in due set il nº 15 ATP Sebastian Korda e viene sconfitto al terzo turno da Zverev; guadagna 213 posizioni nel ranking e risale alla 300ª.
Torna a disputare una semifinale ATP a Winston-Salem, elimina tra gli altri la testa di serie nº 4 Adrian Mannarino e si ritira nel corso del secondo set nel match contro Alex Michelsen, risultato con cui torna a ridosso della top 200. Non supera il primo turno agli US Open. Con la Spagna già qualificata ai quarti, fa il suo rientro in Coppa Davis nella fase a gruppi delle Finals in occasione della sfida con la Francia, viene schierato in doppio e perde in coppia con Marcel Granollers. Gioca anche in singolare contro l'Australia e sconfigge il top 30 Jordan Thompson, contribuendo a raggiungere il primo posto nel girone. Negli ultimi 4 tornei stagionali vince solo un incontro Challenger.

### 2025
All'esordio stagionale vince uno dei due incontri disputati in United Cup e perde al terzo set contro Tsitsipas. Esce al secondo turno nei tornei successivi, compresi gli Australian Open. Vince quindi due edizioni consecutive del Tenerife Challenger, consegue alcuni altri discreti risultati e ad aprile rientra nella top 100 dopo un'assenza di un anno e mezzo. Nel periodo seguente non va oltre il secondo turno nel circuito maggiore e i quarti di finale nei tornei Challenger. Esce al secondo turno al Roland Garros e non prende parte a Wimbledon.

## Statistiche

### Singolare

#### Vittorie (7)
| Legenda              |
| Grande Slam (0)      |
| ATP Finals (0)       |
| ATP Masters 1000 (1) |
| ATP Tour 500 (1)     |
| ATP Tour 250 (5)     |

| N. | Data              | Torneo                            | Superficie  | Avversario in finale  | Punteggio           |
| 1. | 27 agosto 2016    | Winston-Salem Open, Winston-Salem | Cemento     | Roberto Bautista Agut | 6(6)–7, 7–6(1), 6–4 |
| 2. | 23 ottobre 2016   | Kremlin Cup, Mosca                | Cemento (i) | Fabio Fognini         | 4–6, 6–3, 6–2       |
| 3. | 7 maggio 2017     | Estoril Open, Cascais             | Terra rossa | Gilles Müller         | 6–2, 7–6(5)         |
| 4. | 29 settembre 2019 | Chengdu Open, Chengdu             | Cemento     | Aleksandr Bublik      | 6(5)–7, 6–4, 7–6(3) |
| 5. | 11 aprile 2021    | Andalucia Open, Marbella          | Terra rossa | Jaume Munar           | 6–1, 2–6, 6–4       |
| 6. | 18 luglio 2021    | Hamburg European Open, Amburgo    | Terra rossa | Filip Krajinović      | 6–2, 6–4            |
| 7. | 14 agosto 2022    | Canadian Open, Montréal           | Cemento     | Hubert Hurkacz        | 3–6, 6–3, 6–3       |

#### Finali perse (5)
| Legenda              |
| Grande Slam (0)      |
| ATP Finals (0)       |
| ATP Masters 1000 (0) |
| ATP Tour 500 (2)     |
| ATP Tour 250 (3)     |

| N. | Data              | Torneo                     | Superficie  | Avversario in finale | Punteggio           |
| 1. | 28 febbraio 2016  | Brasil Open, San Paolo     | Terra rossa | Pablo Cuevas         | 6(4)–7, 3–6         |
| 2. | 1º maggio 2016    | Estoril Open, Cascais      | Terra rossa | Nicolás Almagro      | 7–6(6), 6(5)–7, 3–6 |
| 3. | 26 febbraio 2017  | Rio Open, Rio de Janeiro   | Terra rossa | Dominic Thiem        | 5–7, 4–6            |
| 4. | 26 settembre 2021 | Moselle Open, Metz         | Cemento (i) | Hubert Hurkacz       | 6(2)–7, 3–6         |
| 5. | 22 aprile 2022    | Barcelona Open, Barcellona | Terra rossa | Carlos Alcaraz       | 3–6, 2–6            |

### Doppio

#### Vittorie (4)
| Legenda              |
| Grande Slam (0)      |
| ATP Finals (0)       |
| ATP Masters 1000 (1) |
| ATP Tour 500 (2)     |
| ATP Tour 250 (1)     |

| N. | Data             | Torneo                      | Superficie  | Compagno        | Avversari in Finale               | Punteggio           |
| 1. | 6 febbraio 2016  | Ecuador Open, Quito         | Terra rossa | Guillermo Durán | Thomaz Bellucci Marcelo Demoliner | 7–5, 6–4            |
| 2. | 9 ottobre 2016   | China Open, Pechino         | Cemento     | Rafael Nadal    | Jack Sock Bernard Tomić           | 6(6)–7, 6–2, [10–8] |
| 3. | 25 febbraio 2017 | Rio Open, Rio de Janeiro    | Terra rossa | Pablo Cuevas    | Juan Sebastián Cabal Robert Farah | 6–4, 5–7, [10–8]    |
| 4. | 29 agosto 2020   | Cincinnati Open, Cincinnati | Cemento     | Alex de Minaur  | Jamie Murray Neal Skupski         | 6–2, 7–5            |

#### Finali perse (5)
| Legenda              |
| Grande Slam (1)      |
| ATP Finals (0)       |
| ATP Masters 1000 (1) |
| ATP Tour 500 (1)     |
| ATP Tour 250 (2)     |

| N. | Data              | Torneo                        | Superficie  | Compagno               | Avversari in Finale               | Punteggio        |
| 1. | 21 febbraio 2016  | Rio Open, Rio de Janeiro      | Terra rossa | David Marrero          | Juan Sebastián Cabal Robert Farah | 6(5)–7, 1–6      |
| 2. | 27 febbraio 2016  | Brasil Open, San Paolo        | Terra rossa | David Marrero          | Julio Peralta Horacio Zeballos    | 6–4, 1–6, [5–10] |
| 3. | 10 settembre 2016 | US Open, New York             | Cemento     | Guillermo García López | Jamie Murray Bruno Soares         | 2–6, 3–6         |
| 4. | 2 ottobre 2016    | Chengdu Open, Chengdu         | Cemento     | Mariusz Fyrstenberg    | Raven Klaasen Rajeev Ram          | 6(2)–7, 5–7      |
| 5. | 20 maggio 2018    | Internazionali d'Italia, Roma | Terra rossa | João Sousa             | Juan Sebastián Cabal Robert Farah | 6–3, 4–6, [4–10] |

### Tornei minori

#### Singolare

##### Vittorie (25)
| Legenda tornei minori |
| Challenger (13)       |
| Futures (12)          |

| N.  | Data              | Torneo                                              | Superficie   | Avversario in finale    | Punteggio        |
| 1.  | 27 giugno 2009    | Spain F22, Melilla                                  | Cemento      | Andoni Vivanco Guzmán   | 6–4, 6–4         |
| 2.  | 11 aprile 2010    | Spain F11, Madrid                                   | Cemento      | Kārlis Lejnieks         | 7–5, 6(5)–7, 6–3 |
| 3.  | 23 gennaio 2011   | Spain F2, Maiorca                                   | Terra rossa  | Pedro Clar Roselló      | 2–6, 6–2, 6–3    |
| 4.  | 13 febbraio 2011  | Spain F5, Murcia                                    | Terra rossa  | Pablo Santos            | 1–0, rit.        |
| 5.  | 29 maggio 2011    | Alessandria Challenger, Alessandria                 | Terra rossa  | Roberto Bautista Agut   | 3–6, 6–3, 7–5    |
| 6.  | 13 agosto 2011    | Spain F28, Irun                                     | Terra rossa  | Martín Alund            | 6–4, 6(4)–7, 6–4 |
| 7.  | 4 settembre 2011  | Città di Como Challenger, Como                      | Terra rossa  | Andreas Beck            | 6–4, 7–6(4)      |
| 8.  | 27 gennaio 2013   | Turkey F3, Adalia                                   | Cemento      | Toni Androić            | 6–3, 6–2         |
| 9.  | 10 febbraio 2013  | Spain F1, Maiorca                                   | Terra rossa  | Alessio Di Mauro        | 6–1, 6–1         |
| 10. | 17 febbraio 2013  | Spain F2, Maiorca                                   | Terra rossa  | Tarō Daniel             | 6–3, 5–7, 6–1    |
| 11. | 24 febbraio 2013  | Spain F3, Murcia                                    | Terra rossa  | Roberto Carballés Baena | 6(7)–7, 6–3, 6–3 |
| 12. | 2 marzo 2013      | Spain F4, Cartagena                                 | Terra rossa  | Roberto Carballés Baena | 6–1, 6–0         |
| 13. | 17 marzo 2013     | Spain F6, Badalona                                  | Terra rossa  | Jordi Samper Montana    | 2–6, 6–1, 7–6    |
| 14. | 24 marzo 2013     | Spain F7, Villajoyosa                               | Sintetico    | Roberto Carballés Baena | 6–3, 6(3)–7, 6–3 |
| 15. | 22 giugno 2013    | Morocco Tennis Tour - Tanger, Tangeri               | Terra rossa  | Michail Kukuškin        | 6–3, 4–1, rit.   |
| 16. | 4 agosto 2013     | Open Castilla y León, Segovia                       | Cemento      | Albano Olivetti         | 6–4, 7–6(3)      |
| 17. | 18 agosto 2013    | Internazionali del Friuli Venezia Giulia, Cordenons | Terra rossa  | Grégoire Burquier       | 6–4, 6–4         |
| 18. | 1º settembre 2013 | Città di Como Challenger, Como                      | Terra rossa  | Dominic Thiem           | 6–2, 5–7, 6–0    |
| 19. | 15 giugno 2014    | Città di Caltanissetta, Caltanissetta               | Terra rossa  | Facundo Bagnis          | 4–6, 6–4, 6–1    |
| 20. | 21 giugno 2014    | Mohammedia Open, Mohammedia                         | Terra rossa  | Daniel Muñoz de la Nava | 7–6(2), 2–6, 6–2 |
| 21. | 13 settembre 2014 | Copa Sevilla, Siviglia                              | Terra gialla | Tarō Daniel             | 6–4, 6–1         |
| 22. | 21 giugno 2015    | Internazionali Città di Perugia, Perugia            | Terra rossa  | Matteo Viola            | 6–2, 6–2         |
| 23. | 19 luglio 2015    | Poznań Open, Poznań                                 | Terra rossa  | Radu Albot              | 6–4, 6–4         |
| 24. | 9 febbraio 2025   | Tenerife Challenger, Tenerife                       | Cemento      | Alejandro Moro Cañas    | 6-3, 6-2         |
| 25. | 16 febbraio 2025  | Tenerife Challenger II, Tenerife                    | Cemento      | Filip Misolic           | 6-3, 6-2         |

## Risultati in progressione
| V | F | SF | QF | #T | RR | Q# | A | Z# | PO | O | F-A | SF-B | ND |

(V) Torneo vinto; raggiunto (F) finale, (SF) semifinale, (QF) quarti di finale, (#T) turni 4, 3, 2, 1; (RR) round - robin; (Q#) Turno di qualificazione; (A) assente dal torneo; (Z#) Zona gruppo Coppa Davis/Fed Cup (con indicazione numero); (PO) play-off Coppa Davis o Fed Cup; vinto un (O) oro, (F-A) argento o (SF-B) bronzo ai Giochi Olimpici; (ND) torneo non disputato.

Statistiche aggiornate agli Internazionali d'Italia 2025.
| Torneo                  | 2013          | 2014          | 2015          | 2016          | 2017          | 2018          | 2019          | 2020          | 2021          | 2022          | 2023          | 2024 | 2025 | V–S   |
| Tornei del Grande Slam  |               |               |               |               |               |               |               |               |               |               |               |      |      |       |
| Australian Open         | A             | 1T            | 1T            | 1T            | 3T            | 4T            | 4T            | 3T            | 3T            | 4T            | 2T            | A    | 2T   | 17–11 |
| Roland Garros           | 1T            | 1T            | 2T            | 2T            | QF            | 3T            | 3T            | QF            | 4T            | 1T            | A             | 1T   | 2T   | 18–12 |
| Wimbledon               | A             | 1T            | 1T            | 1T            | A             | 1T            | 1T            | ND            | 1T            | 1T            | A             | A    |      | 0–7   |
| US Open                 | A             | 3T            | 2T            | 3T            | SF            | 2T            | 3T            | SF            | 1T            | 4T            | A             | 1T   |      | 21–10 |
| Vittorie–Sconfitte      | 0–1           | 2–4           | 2–4           | 3–4           | 11–3          | 6–4           | 7–4           | 11–3          | 5–4           | 6–4           | 1–1           | 0–2  | 2–2  | 56–40 |
| Torneo di Fine Anno     |               |               |               |               |               |               |               |               |               |               |               |      |      |       |
| ATP Finals              | A             | A             | A             | A             | RR            | A             | A             | A             | A             | A             | A             | A    |      | 0–2   |
| Vittorie–Sconfitte      | 0–0           | 0–0           | 0–0           | 0–0           | 0–2           | 0–0           | 0–0           | 0–0           | 0–0           | 0–0           | 0–0           | 0–0  |      | 0–2   |
| ATP Tour Masters 1000   |               |               |               |               |               |               |               |               |               |               |               |      |      |       |
| Indian Wells Open       | A             | 1T            | 1T            | 2T            | SF            | 4T            | A             | ND            | 3T            | 2T            | A             | A    | 1T   | 7–8   |
| Miami Open              | A             | 1T            | 1T            | 1T            | 2T            | SF            | A             | ND            | A             | 3T            | A             | A    | A    | 5–6   |
| Monte Carlo Masters     | A             | 3T            | 1T            | 2T            | 3T            | A             | A             | ND            | 3T            | 3T            | A             | A    | A    | 9–6   |
| Madrid Open             | A             | 1T            | A             | 2T            | 1T            | 1T            | 1T            | ND            | 1T            | 1T            | A             | A    | 1T   | 1–8   |
| Internazionali d'Italia | A             | 1T            | Q1            | A             | 2T            | QF            | 1T            | 2T            | 2T            | 2T            | A             | A    | 1T   | 6–7   |
| Canadian Open           | A             | A             | A             | A             | 2T            | 2T            | A             | ND            | A             | V             | A             | 2T   |      | 9–3   |
| Cincinnati Open         | A             | A             | A             | 1T            | 3T            | QF            | 3T            | 2T            | QF            | 1T            | A             | 3T   |      | 12–7  |
| Shanghai Masters        | A             | A             | A             | 1T            | 2T            | 1T            | 2T            | Non disputato | Non disputato | Non disputato | A             | 1T   |      | 1–5   |
| Paris Masters           | Q2            | A             | 1T            | 2T            | 2T            | 1T            | A             | QF            | 2T            | 3T            | A             | A    |      | 5–6   |
| Vittorie–Sconfitte      | 0–0           | 2–5           | 0–4           | 4–7           | 9–9           | 13–8          | 3–4           | 4–3           | 7–6           | 12–7          | 0–0           | 3–3  | 0–3  | 57–58 |
| Nazionale               |               |               |               |               |               |               |               |               |               |               |               |      |      |       |
| Giochi Olimpici         | Non disputati | Non disputati | Non disputati | A             | Non disputati | Non disputati | Non disputati | Non disputati | SF-B          | Non disputati | Non disputati | A    | ND   | 5–1   |
| Coppa Davis             | A             | A             | A             | PO            | QF            | SF            | V             | ND            | RR            | QF            | A             | QF   |      | 4–6   |
| ATP Cup                 | Non disputata | Non disputata | Non disputata | Non disputata | Non disputata | Non disputata | Non disputata | F             | SF            | F             | ND            | ND   | ND   | 6–2   |
| Vittorie–Sconfitte      | 0–0           | 0–0           | 0–0           | 1–0           | 1–2           | 1–1           | 0–1           | 0–0           | 7–3           | 4–2           | 0–0           | 1–0  |      | 15–9  |
| Statistiche Carriera    |               |               |               |               |               |               |               |               |               |               |               |      |      |       |
| Tornei vinti            | 0             | 0             | 0             | 2             | 1             | 0             | 1             | 0             | 2             | 1             | 0             | 0    |      | 7     |
| Finali ATP Tour         | 0             | 0             | 0             | 4             | 2             | 0             | 1             | 0             | 3             | 2             | 0             | 0    |      | 12    |
| Ranking di fine anno    | 64            | 51            | 67            | 30            | 10            | 23            | 27            | 16            | 15            | 13            | 606           | 196  |      | N/A   |

### Doppio
| Tornei del Grande Slam |               |               |     |               |               |               |               |     |               |               |     |     |       |
| Australian Open        | 3T            | 2T            | 3T  | SF            | 3T            | 3T            | 1T            | 1T  | A             | A             | A   | 1T  | 13–9  |
| Roland Garros          | A             | 2T            | 2T  | 1T            | A             | 1T            | A             | A   | A             | A             | 1T  |     | 2–4   |
| Wimbledon              | A             | 1T            | 1T  | A             | 1T            | 2T            | ND            | A   | A             | A             | A   |     | 1–4   |
| US Open                | 1T            | 1T            | F   | 1T            | A             | 2T            | A             | A   | A             | A             | 1T  |     | 6–6   |
| Vittorie–Sconfitte     | 2–2           | 2–4           | 8–4 | 4–2           | 2–2           | 4–4           | 0–1           | 0–1 | 0–0           | 0–0           | 0–2 | 0–1 | 22–23 |
| Giochi Olimpici        |               |               |     |               |               |               |               |     |               |               |     |     |       |
| Giochi Olimpici        | Non disputati | Non disputati | A   | Non disputati | Non disputati | Non disputati | Non disputati | 1T  | Non disputati | Non disputati | 2T  | ND  | 1–2   |
| Vittorie–Sconfitte     | Non disputati | Non disputati | 0–0 | Non disputati | Non disputati | Non disputati | Non disputati | 0–1 | Non disputati | Non disputati | 1–1 | ND  | 1–2   |

### Vittorie contro giocatori top 10
| Anno     | 2013 | 2014 | 2015 | 2016 | 2017 | 2018 | 2019 | 2020 | 2021 | 2022 | 2023 | 2024 | Totale |
| -------- | ---- | ---- | ---- | ---- | ---- | ---- | ---- | ---- | ---- | ---- | ---- | ---- | ------ |
| Vittorie | 0    | 0    | 0    | 0    | 1    | 2    | 1    | 2    | 3    | 2    | 0    | 0    | 11     |

| #    | Giocatore             | Rank | Evento                         | Superficie  | Turno         | Punteggio                     |
| ---- | --------------------- | ---- | ------------------------------ | ----------- | ------------- | ----------------------------- |
| 2017 |                       |      |                                |             |               |                               |
| 1.   | Milos Raonic          | 6    | Open di Francia, Parigi        | Terra rossa | 4R            | 4–6, 7–6(2), 6(6)–7, 6–4, 8–6 |
| 2018 |                       |      |                                |             |               |                               |
| 2.   | Kevin Anderson        | 8    | Miami Open, Miami              | Cemento     | QF            | 6–4, 5–7, 7–6(6)              |
| 3.   | Grigor Dimitrov       | 5    | Barcelona Open, Barcellona     | Terra rossa | QF            | 6–3, 7–6(4)                   |
| 2019 |                       |      |                                |             |               |                               |
| 4.   | Fabio Fognini         | 10   | Hamburg European Open, Amburgo | Terra rossa | QF            | 3–6, 6–2, 7–6(4)              |
| 2020 |                       |      |                                |             |               |                               |
| 5.   | Novak Đoković         | 1    | US Open New York               | Cemento     | 4T            | 6–5 (squalificato)            |
| 6.   | Roberto Bautista Agut | 10   | Open di Francia, Parigi        | Terra rossa | 3T            | 6–4, 6–3, 5–7, 6–4            |
| 2021 |                       |      |                                |             |               |                               |
| 7.   | Diego Schwartzman     | 9    | Barcelona Open, Barcellona     | Terra rossa | QF            | 6–4, 3–6, 7–5                 |
| 8.   | Daniil Medvedev       | 2    | Giochi Olimpici, Tokyo         | Cemento     | QF            | 6–2, 7–6(5)                   |
| 9.   | Novak Đoković (2)     | 1    | Giochi Olimpici, Tokyo         | Cemento     | Fin. 3º posto | 6–4, 6(6)–7, 6–3              |
| 2022 |                       |      |                                |             |               |                               |
| 10.  | Casper Ruud           | 7    | Barcelona Open, Barcellona     | Terra rossa | QF            | 4–6, 7–6(8), 6–3              |
| 11.  | Hubert Hurkacz        | 10   | Canadian Open, Montréal        | Cemento     | F             | 3–6, 6–3, 6–3                 |